# 마거릿 화이트헤드
마거릿 화이트헤드 여경(Dame Margaret Whitehead)은 영국의 역학자이다.

## 생애
요크 대학교에서 생물학을 전공하여 졸업하였다. 이후 영국 의학연구위원회(Medical Research Council) 소속으로 에든버러에서 발생학을 연구하였다.
1970년대 중반 스코틀랜드의 보건내무부(Scottish Home and Health Department) 산하 보건교육 부서로 자리를 옮겨 공중 보건 분야에 종사하였다. 정부기관에서 퇴사한 후 1980년대 동안 프리랜서 연구자로 활동하였다. 1986년 1월 영국 보건교육위원회의 요청을 받아 블랙 보고서의 근거를 보완하였다. 이 내용을 1987년 3월 The Health Divide라는 책으로 출판하였다. 1989년 세계보건기구 유럽지부의 건강정책연구소(WHO European Centre for Health Policy)에서 건강 형평성 분야 연구를 담당하였다.
그 결과로 1990년 논문 〈The Concepts and Principles of Equity and Health〉, 1991년 책 《Policies and strategies to promote social equity in health》을 저술하여 건강 불평등 연구에 많은 공헌을 하였다.
1999년 리버풀 대학교의 교수로 임용되었다. 2005년부터 세계보건기구의 지원으로 건강 형평성 결정요인에 관한 정책연구센터(WHO Collaborating Centre for Policy Research on Determinants of Health Equity)의 장을 맡고 있다.
2016년 공중 보건에 대한 기여로 대영 제국 훈장 2등급을 수상하고, 여경(Dame) 칭호를 획득하였다.

## 연구 분야
화이트헤드는 영국 및 유럽을 중심으로 건강 불평등과 건강의 사회적 결정요인에 대한 연구를 진행하였다. 예란 달그렌(Göran Dahlgren)과 공동으로 제시한 달그렌-화이트헤드 건강모형(Dahlgren-Whitehead Model)은 사회생태학적 이론을 바탕으로 건강의 사회적 결정요인에 대한 개괄적 설명을 시도하였다.

## 주요 저서
- Evans T, Whitehead M, Diderichsen F, Bhuiya A, Wirth M. (eds.) Challenging Inequities in Health: From Ethics to Action. Oxford University Press, 2001. ISBN 9780195137408.

## 같이 보기
- 건강 형평성
- 건강의 사회적 결정요인
- 사회역학